# Jewgeni Wassiljewitsch Schewtschuk

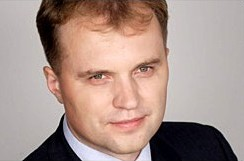
Jewgeni Schewtschuk

Jewgeni Wassiljewitsch Schewtschuk (russisch Евгений Васильевич Шевчук, rumänisch Evgheni Șevciuk, ukrainisch Євген Васильович Шевчук Jewhen Wassyljowytsch Schewtschuk; * 19. Juni 1968 in Rybniza) ist ein transnistrischer Politiker und war von 2011 bis 2016 Präsident des international nicht anerkannten Transnistriens. Bei den Präsidentschaftswahlen 2011 ging er aus der Stichwahl als Sieger hervor, 2016 verlor er gegen seinen Herausforderer Wadim Krasnoselski.

## Leben und Karriere
Jewgeni Schewtschuk wurde 1968 im sowjetischen Rybniza in eine ukrainische Familie geboren. Er studierte in Tiraspol an der Transnistrischen Staatlichen Universität sowie in Kiew und Moskau. 1998 arbeitete er für das transnistrische Unternehmen Sheriff, ab 2000 für die Agroprombank, die ebenfalls zum Sheriff-Konzern gehört. Seit 2000 ist der gelernte Rechtsanwalt Abgeordneter im transnistrischen Parlament. Von 2005 bis 2009 war er Parlamentssprecher und löste in dieser Position den seit 1991 amtierenden Grigori Marakuza ab. 2009 trat Schewtschuk zurück und wurde wiederum von Anatoli Kaminski abgelöst. Nach eigenen Angaben legte er sein Amt aus Protest gegen eine geplante Verfassungsänderung nieder.
Bei den Präsidentschaftswahlen 2011 trat Schewtschuk als unabhängiger Kandidat gegen den damals amtierenden Präsidenten Igor Smirnow sowie gegen Parlamentssprecher Anatoli Kaminski an. Überraschend landete Präsident Igor Smirnow nur auf dem dritten Platz, weshalb es eine Stichwahl zwischen Schewtschuk und Kaminski gab. Die Stichwahl gewann Schewtschuk mit 76,4 % der Stimmen sehr deutlich, so dass er am 30. Dezember 2011 als neuer Präsident vereidigt wurde.
Von westlichen Quellen wurde Schewtschuk mehrfach für seinen Einsatz für Demokratie gelobt und als Reformer bezeichnet. Unter seiner Präsidentschaft sollte Transnistrien als unabhängiges Land international anerkannt werden. Zudem setzte er sich für eine enge Zusammenarbeit mit der Russischen Föderation ein.
Schewtschuk ist auch russischer Staatsbürger.
Nach dem politischen Umsturz und dem Beginn des Krieges in der Ukraine seit 2014 bekräftigte Schewtschuk, dass Transnistrien weiterhin an der Seite Russlands stehe. Während seiner Präsidentschaft wurde bekannt, dass er inzwischen mit seiner damaligen Außenministerin Nina Schtanski liiert war. Die beiden heirateten im September 2015, im Januar kam ihre gemeinsame Tochter zur Welt. Um einen Interessenskonflikt zu vermeiden, trat Schtanski nach der Hochzeit von ihrem Amt zurück.
Ende Juni 2017 verließ er das Land unter ungeklärten Umständen und wurde gleichzeitig von den transnistrischen Behörden wegen angeblicher Unterschlagung von acht Millionen US-Dollar gesucht.